# 露勳娜·巴伊奇
露勳娜·巴伊奇（1933年5月28日—），生於捷克斯洛伐克布拉提斯拉瓦，斯洛伐克裔美國工程師暨計算機科學家，專長領域為機器人學。巴伊奇現在任教於美國加利福尼亞大學柏克萊分校的電機工程學和資訊工程學系，同時也是CITRIS (英語：the Center for Information Technology Research in the Interest of Society) 的榮譽退休主席。
巴伊奇曾任美國賓夕法尼亞大學電腦科學與工程系主席暨教授，並在該校創立GRASP實驗室 (英語：General Robotics and Active Sensory Perception，通用機器人、自動化、傳感和感知實驗室) ，也曾加入醫學院腦科學機構。她曾擔任美國國家科學基金會的電腦與資訊科學與工程局主席，主宰超過5億美元的預算。巴伊奇在賓州大學任教時期，指導過至少26位博士生。
2005年，巴伊奇獲選為美國哲學會成員。

## 生平

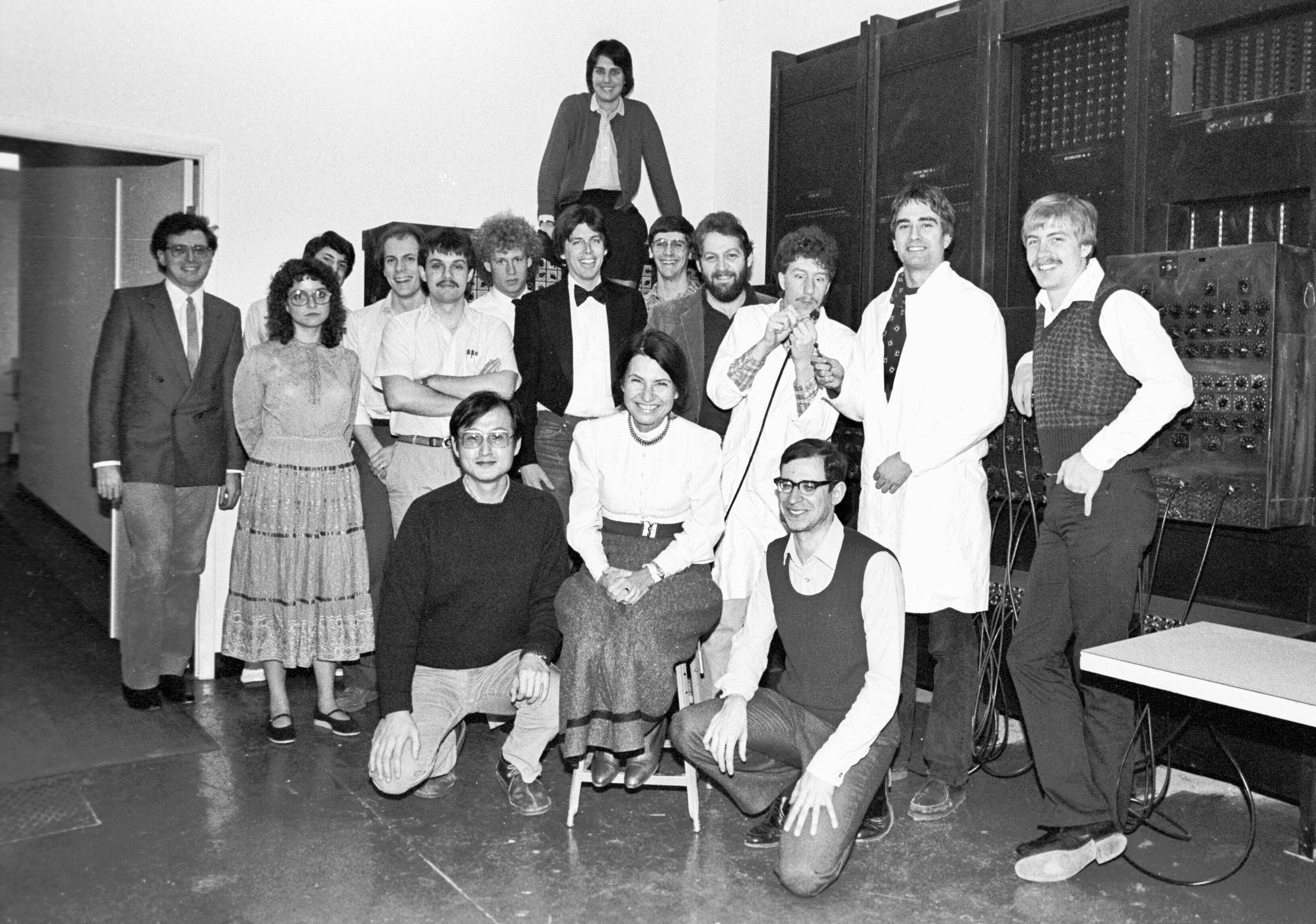
露勳娜·巴伊奇教授與GRASP實驗室成員合影，攝於賓夕法尼亞大學的電子數值積分計算機前

1933年，巴伊奇生於捷克斯洛伐克布拉提斯拉瓦。身為猶太人後裔的她，因父親擔任土木工程師，家人因而倖免於被抓進納粹集中營，其他已成年的親屬仍難逃1944年的納粹屠殺，只有巴伊奇和姊姊倖存下來，以戰爭孤兒的身份受到國際紅十字與紅新月運動救助，她便在孤兒院和寄養家庭長大。巴伊奇在學校的數理成績表現甚佳，但是大學會選擇主修電機工程學，是因為當時數學系畢業出來只能教書，而巴伊奇並不願意獻身於馬克思列寧主義，其為當時共產盛行的東歐的意識主流。
1957年和1967年，巴伊奇在斯洛伐克科技大學  取得電機工程碩士和博士學位，1972年，在美國史丹佛大學取得第二個博士學位，博士論文名為《Computer Identification of Textured Visual Scenes》，指導教授為約翰·麥卡錫，也就是人稱「人工智慧之父」的計算機科學家。

## 榮譽
2001年，巴伊奇獲得斯洛伐克斯洛文尼亞的盧比安納大學的榮譽博士頭銜。
2003至2005年，加入總統資訊科技顧問委員會。
2002年11月，《發現》雜誌提名了50位最重要的女性科學家，巴伊奇也名列其中。
2012年，再次獲得兩份榮譽博士學位的殊榮，分別來自賓州大學以及瑞典皇家科學機構KTH。

## 附註
1. ↑  Ruzena Bajcsy official page （页面存档备份，存于）, EECS, College of Engineering, UC Berkeley, USA.
2. 1 2  Mathematics Genealogy Project （页面存档备份，存于）.
3. ↑  . search.amphilsoc.org.   [2021-05-27]. （原始内容存档于2021-11-30）.
4. 1 2  Bajcsy, Ruzena. . IEEE History Center Oral History Program.  與Janet Abbate的访谈 (Berkeley, California, United States). 9 July 2002  [2021-11-30]. （原始内容存档于2021-11-30）.
5. ↑  Discover, November 2002.
6. ↑   (PDF). KTH Royal Institute of Technology – Sweden.   [21 Dec 2012]. （原始内容 (PDF)存档于2014-02-22）.